# Агальцова, Надежда Алексеевна
Надежда Алексеевна Агальцова (р. 3 февраля 1938 года) — учёный, лауреат Ленинской премии за участие в разработке широкоугольных аэросъёмочных объективов третьего, четвёртого и пятого поколений для картографических целей.

## Биография
Родилась 3 февраля 1938 года. В 1961 году окончила оптический факультет ЛИТМО. С марта 1961 года работала под руководством профессора Михаила Михайловича Русинова. Благодаря её разработкам были созданы объективы для аэрофотосъемочных работ «Руссар-55», «Руссар-63», «Руссар-71», а также высококачественный светосильный широкоугольный объектив шестого поколения «Руссар-93», явившийся прототипом объектива «Руссар-96» для космического проекта «Марс-96».
С 1969 по 1971 год проходила обучение в аспирантуре ЦНИИГАиК, и в 1972 году защитила диссертацию, в результате чего ей была присуждена ученая степень кандидата технических наук.
С февраля 2003 г. на пенсии.

## Награды
Награждена значками «Отличник Аэрофлота», «Отличник геодезии и картографии», «Почётный геодезист», а также золотой (10.12.1982) и бронзовой медалями ВДНХ.
- 1960 — «Лучший изобретатель Главного управления геодезии и картографии» и «Изобретатель СССР»
- 1982 — лауреат Ленинской премии[2]

## Труды
Опубликовано 35 научных работ, получено 22 авторских свидетельства на изобретения, а также 5 новых патентов Российской Федерации